# Jerry Penrod
Jerry „The Bear“ Penrod (* 25. září 1946 San Diego, Kalifornie, USA) je americký baskytarista a zpěvák. V roce 1966 se stal členem skupiny Iron Butterfly, se kterou nahrál v říjnu 1967 její první album nazvané Heavy. Na albu hraje na baskytaru a ve skladbě „Look for the Sun“ zpívá hlavní vokály. Ještě před jeho vydáním v lednu 1968 ho ve skupině nahradil Lee Dorman. Koncem roku 1967 přešel do skupiny Rhinoceros, ve které působil i jeho spoluhráč z Iron Butterfly, kytarista Danny Weis. Penrod však skupinu opustil nedlouho po vydání prvního alba Rhinoceros. Podílel se rovněž na album David Ackles (The Road to Cairo) amerického písničkáře Davida Acklese. V roce 1970 hrál na albu Primordial Lovers písničkářky Essra Mohawk.